# Pintassilgo
Pintassilgo é o nome vulgar dado a várias aves do género Carduelis.

## Espécies
- Pintassilgo-de-cabeça-preta (Carduelis magellanicus)
- Pintassilgo-do-nordeste (Carduelis yarrellii)
- Pintassilgo-comum (Carduelis carduelis)
- Pintassilgo-de-barriga-amarela (Carduelis xanthogastra)
- Pintassilgo-da-venezuela (Carduelis cucculata)
- Pintassilgo-de-gravata (Carduelis barbata)